# Monomorium invidium
Monomorium invidium är en myrart som beskrevs av Bolton 1987. Monomorium invidium ingår i släktet Monomorium och familjen myror. Inga underarter finns listade i Catalogue of Life.